# Супутник Меркурія
Супутник Меркурія — гіпотетичне небесне тіло природного походження, що обертається навколо Меркурія. Існування такого супутника передбачалося протягом короткого періоду часу, проте наразі вважається, що у Меркурія немає природних супутників. Першим штучним супутником Меркурія 18 березня 2011 року став космічний апарат MESSENGER.

## Виявлення передбачуваного супутника
27 березня 1974 року, за два дні до польоту міжпланетного космічного зонда Марінер-10 поруч із Меркурієм, інструменти на його борту зареєстрували сильне ультрафіолетове випромінювання в околиці Меркурія, поява якого виявилося несподіваною. За словами члена наукової команди місії Маринера Майкла МакЕлроя, випромінювання просто «не мало права там бути» (англ. «Had no right to be there»), оскільки космічний апарат був звернений до темної сторони планети. На наступний день випромінювання зникло, однак після того, як проліт біля Меркурія 29 березня 1974 року відбувся, було зареєстровано знову. Випромінювання мало довжину хвилі менше 1000 Å. Гадали, що випромінювання виходило від об'єкта, який відокремився від Меркурія. Думки астрономів розділилися: одні вважали об'єкт зіркою, інші, вказуючи на два різних напрямки, з яких спостерігалося випромінювання, говорили про те, що виявлений супутник. Крім того, в той час вважалося, що ультрафіолетове випромінювання має затримуватися міжзоряним середовищем. Також обчислена швидкість об'єкта (4 кілометри в секунду) відповідала очікуваній швидкості руху супутника.

## Подвійна зірка

31 Чаші — можливо, є затемнено-подвійною системою

Незабаром, однак, було виявлено, що «супутник» віддаляється від Меркурія. Зрештою, друге виявлене джерело випромінювання було ідентифіковано як зірку 31 сузір'я Чаші, яка є спектроскопічною подвійною з періодом 2,9 дня, що може пов'язуватися з випромінюванням в ультрафіолетовому діапазоні. Джерела випромінювання, зафіксованого 27 березня 1974 року народження, досі не виявлено.
Хоча супутник Меркурія і не був виявлений, цей випадок призвів до важливого відкриття: як виявилося, граничне (екстремальне) ультрафіолетове випромінювання не повністю поглинається міжзоряним середовищем, у результаті чого стали активно проводитися спостереження в цьому діапазоні.